# Andrej Loginov
Andrej Loginov (* 3. března 1972) je bývalý ruský atlet, halový mistr Evropy v běhu na 800 metrů.
V juniorské kategorii se věnoval zejména běhu na 1500 metrů. Mezi dospělými byl jeho nejúspěšnější sezónou rok 1994, kdy se stal halovým mistrem Evropy v běhu na 800 metrů. Na evropském šampionátu pod širým nebem skončil na této trati v semifinále.